# Megalops
Famille
Genre
Megalops est l'unique genre de la famille des Megalopidae. Il regroupe deux espèces de tarpons :
- Megalops atlanticus Valenciennes in Cuvier and Valenciennes, 1847 — Tarpon de l'Atlantique
- Megalops cyprinoides (Broussonet, 1782) — Tarpon indo-pacifique

## Morphologie
Le tarpon est un poisson des mers chaudes, vivant principalement dans les lagunes d'Afrique de l'Ouest et de la côte atlantique d'Amérique latine et pesant adulte de 70 à 180 kg pour une taille maximale de 3 m.  Il pourrait vivre une cinquantaine d'années (source : Ifremer).
Il possède un grand corps argenté muni de grosses écailles, de grands yeux et d'une bouche à la mâchoire inférieure proéminente. La nageoire dorsale possède un long rayon filamenteux ou fouet.

## Alimentation
Ce poisson est un prédateur vorace se nourrissant de poissons et de crustacés qu'il chasse aux abords des îles côtières où on peut le voir nager en surface ou sauter hors de l'eau.
Les alevins se développent dans les marais côtiers ou les estuaires. Ces poissons ont la capacité de respirer à la surface grâce à leur vessie gazeuse reliée à l'œsophage. L'oxygène peut être échangé par le circuit sanguin.

## Pêche sportive
Le tarpon, appelé Palika en Guyane française, où les adultes sont très répandus aux abords des îles (notamment les îles du Salut), est très recherché pour le côté sportif de sa pêche. Lorsqu'il sent l'hameçon, il se propulse hors de l'eau et se lance dans une lutte qui se termine bien souvent en sa faveur. Il est notamment recherché pour la pêche à la mouche.
En Martinique mais aussi, et surtout, en Guadeloupe, il est appelé « grand écaille » ou « gran tékay », à cause de la taille importante de ses écailles.
Sa chair est peu recherchée en raison de la présence de nombreuses arêtes.